# 서수로

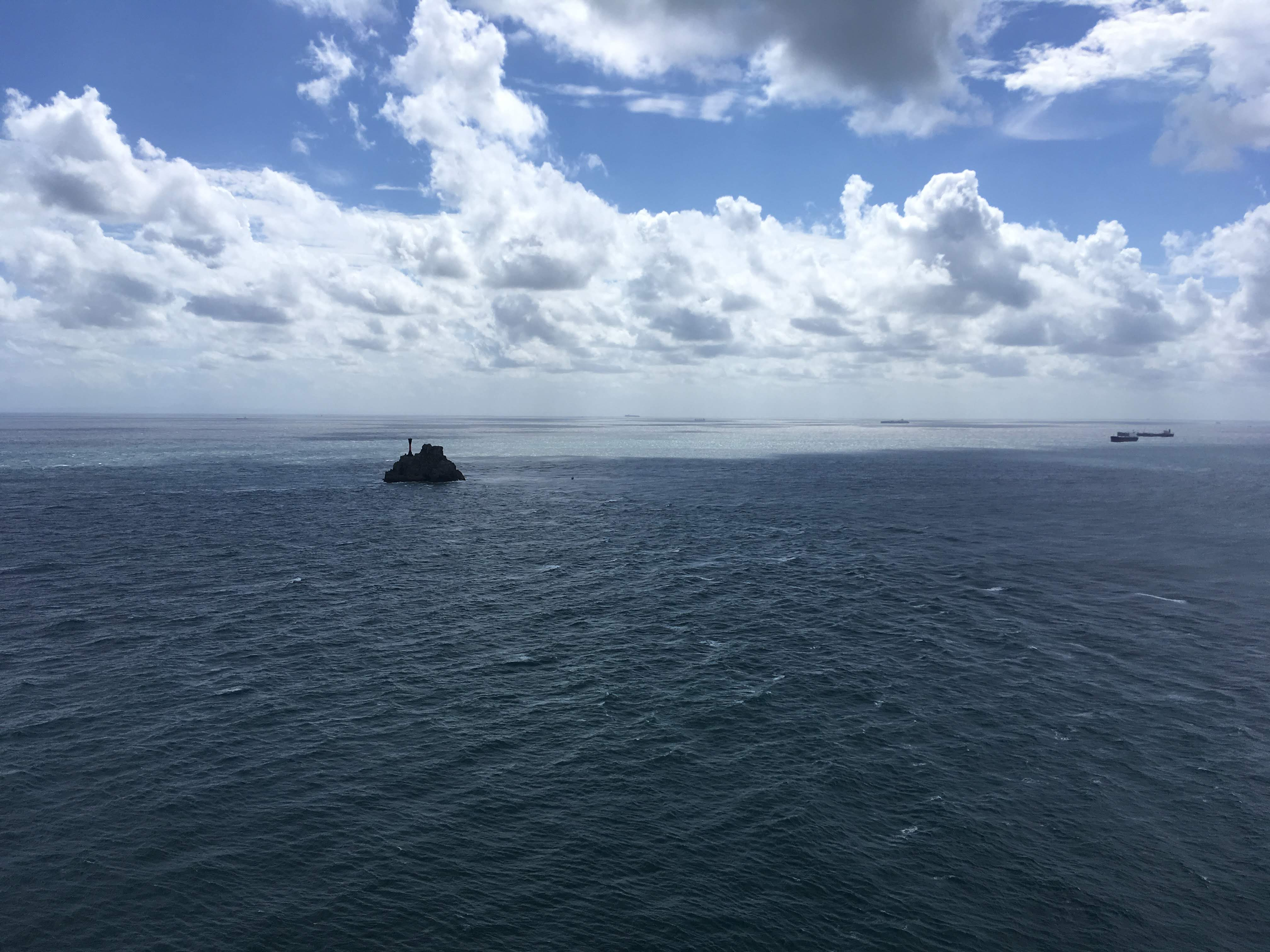
부산해협의 실제 모습.

부산해협(釜山海峽) 또는 대한해협 서수로(大韓海峽 西水路)는 대한해협의 부산광역시에서 쓰시마 사이의 서쪽 구간을 가진 해협이다. 다만, 일본에서는 조선해협(일본어: 朝鮮海峡)라고 부른다.

## 같이 보기
- 쓰시마 해협(동수로)
- 동해
- 황해(서해)
- 동중국해
- 한일 해저 터널